# Crkva sv. Ivana i Pavla u Humcu
Crkva sv. Ivana i Pavla nalazi se u napeštenom selu Humcu, u općini Jelsa, na otoku Hvaru.
Crkva je izgrađena 1897., a obnovljena 1983. godine, o čemu govori i spomen-ploča.
Crkva se otvara samo jednom godišnje, na blagdan sv. Ivana i Pavla, tj. 26. lipnja, kada se vlasnici starih huća u Humcu, mahom iz Vrisnika okupe da bi proslavili dan zaštitnika ovog sela. U crkvi se služi misa i održava se procesija.